# Літо втрати моєї цноти
«Літо втрати моєї цноти» — кінофільм режисера Сьюзен Стрейтфелд, що вийшов на екрани в 2000 році.

## Зміст
Меган живе в Лос-Анджелесі. Вона знімає на відеокамеру все, що з нею відбувається. Вона збирається послати цей відеощоденник на кінофестиваль у Берліні. Вона вирішує зняти на камеру свою втрату цноти - «проткнути вишеньку», так вона повідомляє про майбутню подію своїй подрузі. По інтернету вона знаходить гідного партнера для втрати цноти в райському саду Едемі - теолога з вченим ступенем на ім’я Лука. Але коли вони опиняються в мотелі, консьєрж вручає їм ключ зі словами: «Єдина умова отримати кімнату - не зривати яблуко з дерева».

## Ролі
| Актор                 | Роль |
| --------------------- | ---- |
| Валері Геффнер        | -    |
| Віктор Арго           | -    |
| Мартін Босман         | -    |
| Нела Боудова          | -    |
| Петр Форман           | -    |
| Ніна Гуннарсдотір     | -    |
| Хілмір Снаер Гуднасон | -    |
| Мартін Хендерсон      | -    |
| Павло Криз            | -    |
| Марк Марголіс         | -    |

## Знімальна група
- Режисер — Сьюзен Стрейтфелд
- Продюсер — Мінді Аффрім, Рана Джой Глікман, Регіна Циглер
- Композитор — Дональд Рубінстайн